# Pommerol
Pommerol (okzitanisch: Pomairòl) ist ein französischer Ort und mit 7 Einwohnern (Stand 1. Januar 2022) die drittkleinste Gemeinde im Département Drôme in der Region Auvergne-Rhône-Alpes (vor 2016 Rhône-Alpes). Sie gehört zum Arrondissement Nyons und zum Kanton Nyons et Baronnies. Die Einwohner werden Pommerolais genannt.

## Lage
Pommerol liegt etwa 70 Kilometer südöstlich von Valence. Umgeben wird Pommerol von den Nachbargemeinden La Charce im Nordwesten und Norden, Sainte-Marie im Norden, Bruis im Nordosten und Osten, Moydans im Südosten, Rosans im Süden sowie Cornillac im Westen.

## Bevölkerungsentwicklung
| Jahr                       | 1962 | 1968 | 1975 | 1982 | 1990 | 1999 | 2006 | 2013 | 2019 |
| -------------------------- | ---- | ---- | ---- | ---- | ---- | ---- | ---- | ---- | ---- |
| Einwohner                  | 16   | 17   | 13   | 13   | 14   | 21   | 18   | 19   | 6    |
| Quellen: Cassini und INSEE |      |      |      |      |      |      |      |      |      |

## Sehenswürdigkeiten
- Schloss Le Châtelas, wieder errichtet im 20. Jahrhundert

## Persönlichkeiten
- Pomairol (bl. 1225), Troubadour des 13. Jahrhunderts, hier wohl geboren